# Erich Schiewek
Erich Karl Schiewek (oft fälschlich Schieweck geschrieben; * 10. August 1913 in Breslau; † 1. Juli 1934 im KZ Dachau) war ein deutscher SA-Angehöriger und wurde Opfer der Röhm-Affäre.

## Frühes Leben
Erich Schiewek wurde 1913 als Sohn des Straßenbahnwagenführers Wilhelm Karl Schiewek und dessen Ehefrau Ida Martha geb. Heinze geboren. Er erlernte das Schlosserhandwerk.

## Schiewek wird Begleiter von Heines
Zum 1. September 1931 trat Schiewek in die NSDAP (Mitgliedsnummer 606.062) ein. Außerdem war er Mitglied der Sturmabteilung (SA), zuletzt im Rang eines Obertruppführers.
1934 lebte Schiewek in einem Hilfswerklager der SA in Breslau. Dieses unterstand Edmund Heines, seit 1933 Befehlshaber der knapp 200.000 Mann starken SA-Obergruppe Schlesien und Polizeipräsident von Breslau. Wilhelm Ott, Heines’ Stabsführer, schickte Schiewek zur Belohnung für dessen Abschneiden bei einem Sportschießen am 29. Juni 1934 als Begleiter Heines’ zu einer kurzfristig angesetzten SA-Führertagung im süddeutschen Bad Wiessee, zu der Heines tags zuvor einbestellt worden war. Heines brauchte für seine Flugreise nach Süddeutschland kurzfristig einen Begleiter, da sein Polizeiadjutant Otto Tillmann erkrankt war und sein Bursche an diesem Tag verschlafen hatte. Zwischen Heines und Schiewek gab es zuvor offenbar keine Verbindung.

## Verhaftung
Heines und Schiewek flogen am 29. Juni von Breslau nach Bayern und stiegen gegen Mitternacht in der Pension Hanselbauer ab, in der die Führertagung am folgenden Tag stattfinden sollte und in der auch Ernst Röhm, der Stabschef der SA, bereits Quartier bezogen hatte. Schiewek, der als „finsterer Geselle“ und als gleichgeschlechtlich veranlagt galt, übernachtete mit Heines im selben Bett.
In den frühen Morgenstunden des 30. Juni 1934 wurde die Pension Hanselbauer überraschend von Adolf Hitler und einem Überfallkommando aus SS-Männern von Hitlers Begleitkommando sowie Polizeibeamten gestürmt. Diese verhafteten Röhm und die meisten anderen anwesenden SA-Angehörigen, darunter auch Heines und Schiewek. Kurz zuvor hatte sich Hitler entschlossen, die SA politisch zu entmachten. Die Führertagung in Wiessee hatte er einberufen, um möglichst viele SA-Führer an einem einzigen Ort zu versammeln und sie – isoliert von ihrem Massenanhang – ausschalten zu können. Die Aktion wurde zum Auftakt der Röhm-Affäre, die als Notwehrmaßnahme der Regierung gegen einen angeblich von Röhm geplanten Putsch dargestellt wurde.
Über den Ablauf der Verhaftung von Heines und Schiewek liegen drei Zeugnisse vor, die im Wesentlichen übereinstimmen: ein Tagebucheintrag von Joseph Goebbels, ein Bericht Erich Kempkas, des Chauffeurs und Leibwächters Hitlers, für die Zeitschrift Quick sowie ein Tagebucheintrag Alfred Rosenbergs. Goebbels und Kempka waren Augenzeugen des Vorgangs. Rosenberg will seine Kenntnisse von Max Amann erhalten haben. Er notierte im Juli 1934 in seinem Tagebuch, dass Hitler auf die Nachricht von Heines’ homosexueller Betätigung mit einem ‚Lustknaben‘ hin einen Wutausbruch bekommen habe.

## Ermordung und Propaganda
Schiewek wurde zusammen mit den übrigen in Bad Wiessee verhafteten SA-Angehörigen am frühen Mittag des 30. Juni in die Strafanstalt Stadelheim überführt. Am frühen Abend des 1. Juli nahmen Theodor Eicke, der Kommandeur des KZ Dachau, und Michel Lippert, der Anführer der dortigen Wachmannschaft, Schiewek zusammen mit drei weiteren Stadelheimer Häftlingen (Max Vogel, Hans Schweighart, Edmund Paul Neumayer) ins KZ Dachau mit. Dort wurden sie am selben Tag gegen 19.00 Uhr von der Leibstandarte SS Adolf Hitler erschossen. In der Nacht vom 2. zum 3. Juli 1934 wurde Schieweks Leiche ins Krematorium des Münchener Ostfriedhofs überführt und dort zusammen mit vierzehn weiteren Leichen von Münchener Opfern der Röhm-Affäre verbrannt. Die Urne durfte erst nach zwei Monaten an Schieweks Angehörigen ausgehändigt werden.
Ohne seinen Namen zu nennen, bezog sich die NS-Propaganda in der Röhm-Affäre immer wieder auf Schiewek, um die Homosexualität vieler SA-Führer anzuprangern. Noch am 30. Juni 1934 erklärte Goebbels in einer in fast allen deutschen Zeitungen verbreiteten Meldung über den Ablauf der Aktion in Bad Wiessee, einige SA-Führer seien in ‚krankhafter Betätigung‘ angetroffen worden. Wenige Tage später rief er in einer Radioansprache den Zuhörern ein „schamloses Bild“ vor Augen: „Heines lag mit einem homosexuellen Jüngling im Bett.“ Ähnliche Schilderungen durchzogen die deutsche Presse in den folgenden Tagen, um zur Rechtfertigung des Vorgehens in der Röhm-Affäre antihomosexuelle Ressentiments zu schüren.